# Vangion in Sidon
Vangion in Sidon sta bila brata, po narodnosti Kvada, ki sta v 1. stoletju n. št. vladala kot Rimskemu cesarstvu podrejena kralja na ozemlju sedanje Češke.
Po pisanju v Tacitovih Analih sta bila sinova sestre vojskovodje Vanija, ki je po porazu in odstavitvi markomanskega kralja Katvalde leta 18 n. št. vladal v Vanijevem kraljestvu (regnum Vannianum).
Tacit piše, da je bil njun stric "pri svojih rojakih znan in priljubljen", po dolgi vladavini pa je "postal tiran, sovraštvo sosedov, združeno z notranjimi spori pa je bilo zanj pogubno".  Okoli leta 50 n. št.  sta ga Vangion in Sidon s pomočjo hermundurskega kralja Vibilija odstavila. Cesar Klavdij se je odločil, da se v konflikt ne bo vmešaval, ker se je bal, da bi Luge in druga germanska plemena pritegnilo "razkošno kraljestvo, ki ga je Vanij obogatil v tridesetih letih plenjenja in pobiranja davkov".
Vangion in Sidon sta ga zlahka strmoglavila in si nato razdelila njegovo kraljestvo. Po Tacitovem pisanju sta bila oba zelo zvesta rimska podložnika, med svojimi podložniki, ki so ju pred prevzemom oblasti "zelo ljubili", pa sta na oblasti  postala "še bolj osovražena".